# Сен-Пьер-д’Альвар
Сен-Пьер-д’Альва́р (фр. Saint-Pierre-d'Allevard) — коммуна во Франции, находится в регионе Рона — Альпы. Департамент коммуны — Изер. Входит в состав кантона От-Грезиводан. Округ коммуны — Гренобль.
Код INSEE коммуны — 38439. Население коммуны на 2012 год составляло 2858 человек. Населённый пункт находится на высоте от 429 до 1766 метров над уровнем моря. Муниципалитет расположен на расстоянии около 480 км юго-восточнее Парижа, 105 км юго-восточнее Лиона, 33 км северо-восточнее Гренобля. Мэр коммуны — Жан-Луи Маре, мандат действует на протяжении 2014—2020 гг.
Динамика населения (INSEE):